# Ukraina na Letnich Igrzyskach Olimpijskich 1996
Ukrainę na Letnich Igrzyskach Olimpijskich 1996 reprezentowało 231 zawodników: 146 mężczyzn i 85 kobiet. Był to debiut reprezentacji Ukrainy na letnich igrzyskach olimpijskich.

## Zdobyte medale
| Medal  | Zawodnik | Dyscyplina             | Konkurencja                      | Rezultat                                                            |
| ------ | --- | ---------------------- | -------------------------------- | ------------------------------------------------------------------- |
| Złoto  | Wołodymyr Kłyczko | Boks                   | waga superciężka (powyżej 91 kg) | w finale pokonał Paeę Wolfgramma z Tonga                            |
| Złoto  | Lilija Podkopajewa | Gimnastyka             | wielobój indywidualnie kobiet    | 39,255 pkt                                                          |
| Złoto  | Lilija Podkopajewa | Gimnastyka             | ćwiczenia wolne kobiet           | 9,887 pkt                                                           |
| Złoto  | Kateryna Serebrianśka | Gimnastyka artystyczna | indywidualnie                    | 39,683 pkt                                                          |
| Złoto  | Rustam Szaripow | Gimnastyka             | ćwiczenia na poręczach           | 9,837 pkt                                                           |
| Złoto  | Inesa Kraweć | Lekkoatletyka          | trójskok kobiet                  | 15,33 m                                                             |
| Złoto  | Timur Tajmazow | Podnoszenie ciężarów   | waga do 108 kg                   | 430 kg                                                              |
| Złoto  | Wjaczesław Ołejnyk | Zapasy                 | styl klasyczny waga do 90 kg     | w finale pokonał Jacka Fafińskiego                                  |
| Złoto  | Jewhen Brasławeć, Ihor Matwijenko                                                                                             | Żeglarstwo             | klas 470 mężczyźni               | 41 pkt                                                              |
| Srebro | Lilija Podkopajewa | Gimnastyka             | ćwiczenia na równoważni          | 9,825 pkt                                                           |
| Srebro | Inna Frołowa, Switłana Mazij, Ołena Ronżyna, Dina Miftachutdinowa                                                             | Wioślarstwo            | czwórka podwójna kobiet          | 6:30,36                                                             |
| Brąz   | Ołeh Kyriuchin | Boks                   | waga papierowa (do 48 kg)        | w półfinale przegrał z Bułgarem Danielem Petrowem                   |
| Brąz   | Ołena Witriczenko | Gimnastyka artystyczna | indywidualnie                    | 39,331 pkt                                                          |
| Brąz   | Rustam Szaripow, Ołeksandr Switłyczny, Wołodymyr Szamenko, Ihor Korobczinśkyj, Ołeh Kosiak, Jurij Jermakow, Hryhorij Misiutin | Gimnastyka             | wielobój drużynowo mężczyzn      | 571,541 pkt                                                         |
| Brąz   | Inha Babakowa | Lekkoatletyka          | skok wzwyż kobiet                | 2,01 m                                                              |
| Brąz   | Ołeksandr Krykun | Lekkoatletyka          | rzut młotem mężczyzn             | 80,02 m                                                             |
| Brąz   | Ołeksandr Bahacz | Lekkoatletyka          | pchnięcie kulą mężczyzn          | 20,75 m                                                             |
| Brąz   | Ołena Sadownycza | Łucznictwo             | kobiety indywidualnie            | w meczu o brązowy medal pokonała Turczynkę Elif Altınkaynak 109:102 |
| Brąz   | Denys Hotfrid | Podnoszenie ciężarów   | waga do 99 kg                    | 402,5 kg                                                            |
| Brąz   | Elbrus Tedejew | Zapasy                 | styl wolny waga do 62 kg         | w walce o 3. miejsce pokonał Japończyka Takahiro Wadę 3:1           |
| Brąz   | Zaza Zazirow | Zapasy                 | styl wolny do 68 kg              | w walce o 3. miejsce pokonał Kubańczyka Yosvany Sáncheza 8:6        |
| Brąz   | Andrij Kałasznikow | Zapasy                 | styl klasyczny waga do 52 kg     | w walce o brązowy medal pokonał Rosjanina Samwieła Danijelana 4:1   |
| Brąz   | Rusłana Taran, Ołena Pacholczyk                                                                                               | Żeglarstwo             | klas 470 kobiet                  | 38 pkt                                                              |

## Skład kadry

### Badminton
Gra pojedyncza mężczyzn:
- Władysław Drużczenko – 17. miejsce

Gra pojedyncza kobiet:
- Ołena Nozdrań – 33. miejsce

Gra podwójna kobiet:
- Ołena Nozdrań, Wiktorija Jewtuszenko – 17. miejsce

Miksty:
- Wiktorija Jewtuszenko, Władysław Drużczenko – 17. miejsce

### Boks
Waga papierowa
- Ołeh Kyriuchin – brązowy medal

Waga musza
- Serhij Kowhanko – 2. runda

Waga piórkowa
- Jewhen Szestakow – 1. runda

Waga półśrednia
- Serhij Dzyndzyruk – 2. runda

Waga lekkośrednia
- Serhij Horodniczow – 2. runda

Waga półciężka
- Rostysław Zaułycznyj – 1. runda

Waga superciężka
- Wołodymyr Kłyczko – złoty medal

### Gimnastyka

#### Mężczyźni
Wielobój indywidualnie
- Rustam Szaripow – 8. miejsce
- Ołeksandr Switłyczny – 9. miejsce
- Wołodymyr Szamenko – 15. miejsce
- Ihor Korobczinśkyj – odpadł w eliminacjach
- Ołeh Kosiak – odpadł w eliminacjach
- Jurij Jermakow – odpadł w eliminacjach
- Hryhorij Misiutin – odpadł w eliminacjach

Wielobój drużynowo
- Rustam Szaripow, Ołeksandr Switłyczny, Wołodymyr Szamenko, Ihor Korobczinśkyj, Ołeh Kosiak, Jurij Jermakow, Hryhorij Misiutin – brązowy medal

Ćwiczenia na podłodze
- Hryhorij Misiutin – 8. miejsce
- Rustam Szaripow – odpadł w eliminacjach
- Ołeksandr Switłyczny – odpadł w eliminacjach
- Wołodymyr Szamenko – odpadł w eliminacjach
- Ihor Korobczinśkyj – odpadł w eliminacjach
- Ołeh Kosiak – odpadł w eliminacjach
- Jurij Jermakow – odpadł w eliminacjach

Skok
- Ihor Korobczinśkyj – 7. miejsce
- Rustam Szaripow – odpadł w eliminacjach
- Hryhorij Misiutin – odpadł w eliminacjach
- Ołeksandr Switłyczny – odpadł w eliminacjach
- Wołodymyr Szamenko – odpadł w eliminacjach
- Ołeh Kosiak – odpadł w eliminacjach

Poręcz
- Rustam Szaripow – złoty medal
- Ihor Korobczinśkyj – odpadł w eliminacjach
- Wołodymyr Szamenko – odpadł w eliminacjach
- Jurij Jermakow – odpadł w eliminacjach
- Ołeksandr Switłyczny – odpadł w eliminacjach
- Ołeh Kosiak – odpadł w eliminacjach

Drążek
- Ihor Korobczinśkyj – odpadł w eliminacjach
- Wołodymyr Szamenko – odpadł w eliminacjach
- Ołeh Kosiak – odpadł w eliminacjach
- Rustam Szaripow – odpadł w eliminacjach
- Jurij Jermakow – odpadł w eliminacjach
- Ołeksandr Switłyczny – odpadł w eliminacjach

Kółka
- Ołeksandr Switłyczny – odpadł w eliminacjach
- Rustam Szaripow – odpadł w eliminacjach
- Wołodymyr Szamenko – odpadł w eliminacjach
- Ołeh Kosiak – odpadł w eliminacjach
- Ihor Korobczinśkyj – odpadł w eliminacjach
- Hryhorij Misiutin – odpadł w eliminacjach
- Jurij Jermakow – odpadł w eliminacjach

Koń z łęgami 
- Rustam Szaripow – odpadł w eliminacjach
- Ołeksandr Switłyczny – odpadł w eliminacjach
- Jurij Jermakow – odpadł w eliminacjach
- Wołodymyr Szamenko – odpadł w eliminacjach
- Ihor Korobczinśkyj – odpadł w eliminacjach
- Hryhorij Misiutin – odpadł w eliminacjach
- Ołeh Kosiak – odpadł w eliminacjach

#### Kobiety
Wielobój indywidualnie
- Lilija Podkopajewa – złoty medal
- Lubow Szeremeta – 22. miejsce
- Switłana Zełepukina – 23. miejsce
- Hanna Mirhorodska – odpadła w eliminacjach
- Oksana Kniżnik – odpadła w eliminacjach
- Ołena Szaparna – odpadła w eliminacjach
- Olha Tesłenko – odpadła w eliminacjach

Wielobój drużynowo
- Lilija Podkopajewa, Switłana Zełepukina, Lubow Szeremeta, Hanna Mirhorodska, Oksana Kniżnik, Ołena Szaparna, Olha Tesłenko – 5. miejsce

Ćwiczenia na podłodze
- Lilija Podkopajewa – złoty medal
- Hanna Mirhorodska – odpadła w eliminacjach
- Lubow Szeremeta – odpadła w eliminacjach
- Oksana Kniżnik – odpadła w eliminacjach
- Switłana Zełepukina – odpadła w eliminacjach
- Ołena Szaparna – odpadła w eliminacjach

Skok
- Oksana Kniżnik – odpadła w eliminacjach
- Lilija Podkopajewa – odpadła w eliminacjach
- Hanna Mirhorodska – odpadła w eliminacjach
- Switłana Zełepukina – odpadła w eliminacjach
- Ołena Szaparna – odpadła w eliminacjach
- Lubow Szeremeta – odpadła w eliminacjach

Poręcz
- Lilija Podkopajewa – 5. miejsce
- Olha Tesłenko – odpadła w eliminacjach
- Switłana Zełepukina – odpadła w eliminacjach
- Lubow Szeremeta – odpadła w eliminacjach
- Hanna Mirhorodska – odpadła w eliminacjach
- Ołena Szaparna – odpadła w eliminacjach
- Oksana Kniżnik – odpadła w eliminacjach

Równoważnia
- Lilija Podkopajewa – srebrny medal
- Olha Tesłenko – 5. miejsce
- Switłana Zełepukina – odpadła w eliminacjach
- Lubow Szeremeta – odpadła w eliminacjach
- Oksana Kniżnik – odpadła w eliminacjach
- Hanna Mirhorodska – odpadła w eliminacjach

Gimnastyka artystyczna indywidualnie
- Kateryna Serebrianśka – złoty medal
- Ołena Witryczenko – brązowy medal

### Judo
Mężczyźni
- Rusłan Maszurenko – 13. miejsce, waga średnia
- Karen Bałajan – 17. miejsce, waga półciężka

Kobiety
- Tetiana Belajewa – 5. miejsce, waga półciężka

### Kajakarstwo

#### Mężczyźni
K-1 500 m
- Władysław Tereszczenko – odpadł w eliminacjach

K-1 1000 m
- Władysław Tereszczenko – odpadł w eliminacjach

K-4 1000 m
- Wjaczesław Kulida, Ołeksij Sliwinśkyj, Andrij Borzukow, Andrij Petrow – odpadli w eliminacjach

C-1 500 m
- Mychajło Sliwinśkyj – 4. miejsce

C-1 1000 m
- Roman Bundz – 7. miejsce

C-2 500 m
- Ołeksandr Łytwynenko, Ołeksij Ihrajew – odpadli w eliminacjach

C-2 1000 m
- Ołeksandr Łytwynenko, Ołeksij Ihrajew – odpadli w eliminacjach

#### Kobiety
K-2 500 m
- Kateryna Jurczenko, Hanna Bałabanowa – odpadły w eliminacjach

K-4 500 m
- Kateryna Jurczenko, Natalija Feklisowa, Tetiana Semykina, Hanna Bałabanowa – odpadły w eliminacjach

### Kolarstwo

#### Mężczyźni
Wyścig ze startu wspólnego
- Serhij Uszakow – 14. miejsce
- Andrij Czmil – 33. miejsce
- Ołeh Pankow – 43. miejsce
- Wołodymyr Pułnikow – nie ukończył
- Mychajło Chaliłow – nie ukończył

1 km
- Bohdan Bondarew – 11. miejsce

Wyścig indywidualny na dochodzenie
- Andrij Jacenko – 7. miejsce

Wyścig drużynowy na dochodzenie
- Bohdan Bondarew, Ołeksandr Fedenko, Andrij Jacenko, Serhij Matwiejew, Ołeksandr Symonenko – 7. miejsce

Wyścig punktowy
- Wasyl Jakowlew – 4. miejsce

#### Kobiety
Wyścig indywidualny ze startu wspólnego 
- Natalija Kyszczuk – 30. miejsce

### Koszykówka
Turniej kobiet:
- Rusłana Kyryczenko, Wiktorija Burenok, Ołena Żyrko, Maryna Tkaczenko, Ludmyła Nazarenko, Ołena Oberemko, Wiktorija Paradiz, Wiktorija Łełeka, Oksana Dowhaluk, Diana Sadownykowa, Natalia Silanowa, Olha Szlachowa – 4. miejsce

### Lekkoatletyka

#### Mężczyźni
100 m
- Serhij Osowycz – odpadł w eliminacjach
- Kostiantyn Rurak – odpadł w eliminacjach

200 m
- Władysław Dołohodin – odpadł w eliminacjach

1500 m
- Andrij Bułkowśkyj – odpadł w eliminacjach

Maraton
- Petro Sarafyniuk – 43. miejsce

Sztafeta 4 × 100 m
- Kostiantyn Rurak, Serhij Osowycz, Ołeh Kramarenko, Władysław Dołohodin – 4. miejsce

Chód na 50 km
- Witalij Popowycz – DNF

Skok wzwyż
- Wjaczesław Tyrtysznik — odpadł w eliminacjach

Skok o tyczce
- Wasyl Bubka — odpadł w eliminacjach
- Serhij Bubka — nie wystartował

Skok w dal
- Witalij Kyryłenko — odpadł w eliminacjach

Trójskok
- Wołodymyr Krawczenko — 10. miejsce

Pchnięcie kulą
- Ołeksandr Bahacz – brązowy medal
- Roman Wirastiuk – 6. miejsce
- Ołeksandr Kłymenko – odpadł w eliminacjach

Rzut dyskiem
- Witalij Sydorow – 7. miejsce
- Andrij Kochanowśkyj – odpadł w eliminacjach

Rzut młotem
- Ołeksandr Krykun – brązowy medal
- Andrij Skwaruk – 4. miejsce

Dziesięciobój
- Witalij Kołpakow – 22. miejsce
- Łew Łobodin – nie ukończył

#### Kobiety
100 m
- Żanna Pintusewycz – 8. miejsce
- Iryna Pucha – odpadła w eliminacjach

200 m
- Wiktorija Fomenko – odpadła w eliminacjach
- Żanna Pintusewycz – odpadła w eliminacjach

400 m
- Jana Manuylowa – odpadła w eliminacjach
- Ołena Rurak – odpadła w eliminacjach

Maraton
- Lubow Kłoczko – nie ukończyła

100 m przez płotki
- Natalija Hryrorjewa – odpadła w eliminacjach
- Ołena Owczarowa – odpadła w eliminacjach
- Nadyja Bodrowa – odpadła w eliminacjach

400 m przez płotki
- Tetiana Tereszczuk – odpadła w eliminacjach

4 × 400 m
- Wiktorija Fomenko, Ludmyła Koszczej, Jana Manuylowa, Olha Moroz – odpadły w eliminacjach

Chód na 10 km
- Tetiana Rahozina – 30. miejsce

Skok wzwyż
- Inha Babakowa – brązowy medal
- Wiktorija Stiopina – odpadła w eliminacjach

Skok w dal
- Ołena Szechowcowa – 5. miejsce
- Inesa Kraweć – odpadła w eliminacjach
- Wiktorija Werszynina – odpadła w eliminacjach

Trójskok
- Inesa Kraweć – złoty medal
- Ołena Howorowa – 9. miejsce
- Ołena Chłusowycz – 11. miejsce

Pchnięcie kulą
- Wita Pawłysz – 4. miejsce
- Wałentyna Fediuszyna – 12. miejsce

Rzut dyskiem
- Ołena Antonowa – odpadła w eliminacjach

### Łucznictwo
Zawody indywidualne kobiet:
- Ołena Sadownycza – brązowy medal
- Lina Herasymenko – 23. miejsce
- Natalija Biłucha – 55. miejsce

Zawody drużynowe kobiet:
- Ołena Sadownycza, Lina Herasymenko, Natalija Biłucha – 5. miejsce

Zawody indywidualne mężczyzn:
- Stanisław Zabrodśkyj – 13. miejsce
- Wałerij Jewećkyj – 31. miejsce
- Ołeksandr Jacenko – 57. miejsce

Zawody drużynowe mężczyzn:
- Stanisław Zabrodśkyj, Wałerij Jewećkyj, Ołeksandr Jacenko – 7. miejsce

### Pięciobój nowoczesny
Mężczyźni
- Heorhij Czymerys – 24. miejsce

### Piłka siatkowa
Turniej kobiet
- Olha Kołomijeć, Wita Mateszuk, Marija Polakowa, Ołena Sydrenko, Tetiana Iwaniuszkina, Rehina Myłoserdowa, Ałła Kraweć, Olha Pawlowa, Natalija Bożenowa, Ołeksandra Fomina, Julija Bujewa, Ołena Krywonosowa – 11. miejsce

### Piłka wodna
Turniej mężczyzn
- Dmytro Andrijeẃ, Ihor Horbacz, Wadym Kebało, Witalij Chałczayćkyj, Wjaczesław Kostanda, Andrij Kowałenko, Ołeksandr Potułnyćkyj́, Wadym Rożdestwenśkyj, Wadym Skuratow, Anatolij Sołodun, Dmitrij Stratan, Ołeh Wołodymyrow, Ołeksij Jehorow – 12. miejsce

### Pływanie

#### Mężczyźni
50 m stylem dowolnym
- Jurij Własow – 11. miejsce
- Pawło Chnykin – 17. miejsce

100 m stylem dowolnym
- Pawło Chnykin – 6. miejsce
- Rostysław Swanidze – 14. miejsce

200 m stylem dowolnym
- Denys Zawhorodnyj – 42. miejsce

1500 m stylem dowolnym
- Ihor Snitko – 15. miejsce
- Denys Zawhorodnyj – 24. miejsce

100 m stylem grzbietowym
- Wołodymyr Nikołajczuk – 19. miejsce

200 m stylem grzbietowym
- Wołodymyr Nikołajczuk – nie wystartował

100 m stylem klasycznym
- Ołeksandr Dżaburija – 13. miejsce

200 m stylem klasycznym
- Dmytro Iwanusa – 22. miejsce

100 m stylem motylkowym
- Pawło Chnykin – 8. miejsce
- Denys Syłantiew – 18. miejsce

200 m stylem motylkowym
- Denys Syłantiew – 6. miejsce

200 m stylem zmiennym
- Serhij Serhejew – 23. miejsce

4 × 100 m stylem dowolnym
- Ołeksandr Dżaburija, Pawło Chnykin, Wołodymyr Nikołajczuk, Denys Syłantiew – 9. miejsce

#### Kobiety
200 m stylem dowolnym
- Ołena Łapunowa – 21. miejsce

100 m stylem grzbietowym
- Switłana Bondarenko – 4. miejsce

200 m stylem grzbietowym
- Switłana Bondarenko – 17. miejsce

100 m stylem motylkowym
- Natalija Zołotuchina – 20. miejsce

1200 m stylem motylkowym
- Natalija Zołotuchina – 20. miejsce

200 m stylem zmiennym
- Ołena Łapunowa – 29. miejsce

### Podnoszenie ciężarów
- Ołeksij Chiżniak – 15. miejsce, waga lekka
- Ołeksandr Błyszczyk – nie ukończył, waga lekkociężka
- Ołeh Czumak – 7. miejsce, waga półciężka
- Denys Hotfrid – brązowy medal, I waga ciężka
- Stanisław Rybałczenko – 4. miejsce, I waga ciężka
- Timur Tajmazow – złoty medal, II waga ciężka
- Ihor Razorionow – nie ukończył, II waga ciężka

### Skoki do wody

#### Mężczyźni
Trampolina 3 m
- Roman Wołodkow – 11. miejsce
- Maksym Łapin – 23. miejsce

Wieża 10 m
- Roman Wołodkow – 20. miejsce
- Ołeh Janczenko – 26. miejsce

#### Kobiety
Trampolina 3 m
- Ołena Żupina – 5. miejsce
- Iryna Pisariewa – 12. miejsce

Wieża 10 m
- Ołena Żupina – 6. miejsce
- Switłana Serbina – 14. miejsce

### Strzelectwo

#### Mężczyźni
Pistolet pneumatyczny 10 m 
- Wiktor Makarow – 12. miejsce
- Ołeksandr Blizniuczenko – 19. miejsce

Pistolet szybkostrzelny 25 m
- Myrosław Ihnatiuk – 9. miejsce

Pistolet 50 m
- Wiktor Makarow – 20. miejsce
- Ołeksandr Blizniuczenko – 25. miejsce

Karabin pneumatyczny 10 m
- Ołeh Mychajłow – 32. miejsce

Karabin małokalibrowy 3 postawy 50 m 
- Ołeh Mychajłow – 26. miejsce

Karabin małokalibrowy leżąc 50 m
- Ołeh Mychajłow – 11. miejsce

Ruchomy cel 10 m
- Hennadij Awramenko – 15. miejsce
- Jewhen Hecht – 15. miejsce

Trap
- Dmytro Monakow – 45. miejsce

#### Kobiety
Karabin pneumatyczny 10 m
- Łesia Łeśkiw – 8. miejsce
- Tetiana Nesterowa – 29. miejsce

Karabin małokalibrowy 3 postawy 50 m
- Tetiana Nesterowa – 8. miejsce
- Łesia Łeśkiw – 9. miejsce

### Szermierka

#### Mężczyźni
Floret
- Serhij Hołubycki – 6. miejsce
- Ołeksij Bryzhałow – 31. miejsce

Szabla
- Wadym Hutcajt – 6. miejsce
- Wołodymyr Kalużnyj – 24. miejsce

#### Kobiety
Szpada
- Wiktorija Titowa – 13. miejsce
- Jewa Wybornowa – 23. miejsce

### Tenis ziemny
Debel kobiet
- Olha Łuhyna, Natalija Medwediewa – nie wystartowały

### Wioślarstwo

#### Mężczyźni
Jedynka
- Ołeksandr Chimicz – 19. miejsce

Czwórka podwójna
- Ołeksandr Marczenko, Ołeksandr Zaskalko, Mykoła Czupryna, Leonid Szaposznykow – 7. miejsce

Ósemka
- Jewhen Szaronin, Roman Hrynewycz, Witalij Rajewśkyj, Wałerij Samara, Ołeh Łykow, Ihor Martynenko, Ihor Mohylnyj, Ołeksandr Kapustin, Hryhorij Dmytrenko – 10. miejsce

#### Kobiety
Dwójka
- Tetiana Ustiużanina, Ołena Reutowa – 8. miejsce

Czwórka podwójna
- Ołena Ronżyna, Switłana Mazij, Inna Frołowa, Dina Miftachutdinowa – srebrny medal

### Zapasy
- Wiktor Jefteni – 10. miejsce, 48 kg st.wolny
- Władimir Toguzow – 10. miejsce, 52 kg st.wolny
- Asłanbek Fidarow – 18. miejsce, 57 kg st.wolny
- Elbrus Tedejew – brązowy medal, 62 kg st.wolny
- Zaza Zazirow – brązowy medal, 68 kg st.wolny
- Serhij Hubryniuk – 16. miejsce, 82 kg st.wolny
- Dzambołat Tedejew – 5. miejsce, 90 kg st.wolny
- Sagid Murtazalijew – 7. miejsce, 100 kg st.wolny
- Merab Walijew – 7. miejsce, 130 kg st.wolny

- Andrij Kałasznikow – brązowy medal, 52 kg st.klasyczny
- Rusłan Chakymow – 4. miejsce, 57 kg st.klasyczny
- Hryhorij Kamyszenko – 6. miejsce, 62 kg st.klasyczny
- Rustam Adży – 13. miejsce, 68 kg st.klasyczny
- Artur Dzihasow – nie ukończył, 74 kg st.klasyczny
- Wjaczesław Ołejnyk – złoty medal, 90 kg st.klasyczny
- Heorhij Sałdadze – 7. miejsce, 100 kg st.klasyczny
- Petro Kotok – 4. miejsce, 130 kg st.klasyczny

### Żeglarstwo

#### Mężczyźni
Mistral
- Maksym Oberemko – 25. miejsce

Finn
- Jurij Tokowy – 17. miejsce

Klasa 470
- Jewhen Brasławeć, Ihor Matwijenko – złoty medal

#### Kobiety
Klasa 470
- Rusłana Taran, Ołena Pacholczyk – brązowy medal

#### Open
Laser
- Rodion Łuka – 35. miejsce

Tornado
- Serhij Pryjmak, Jewhen Czełombitko – 17. miejsce

Soling
- Serhij Piczuhin, Serhij Chajndrawa, Wołodymyr Korotkow – 7. miejsce